# Jerônimo Rodrigues
Jerônimo Rodrigues Souza (Aiquara, 3 de abril de 1965) é um professor universitário, engenheiro agrônomo e político brasileiro. Filiado ao Partido dos Trabalhadores (PT), é o 52º governador do estado da Bahia desde 2023.
Nascido e criado no interior baiano, na década de 1990 formou-se em Engenharia Agronômica pela Universidade Federal da Bahia e foi professor da Universidade Estadual de Feira de Santana, ao mesmo tempo em que filiou-se ao PT e ingressou em movimentos estudantis e sociais. A partir de 2007, começou a integrar secretarias do estado, chegando a fazer parte do gabinete ministerial da presidente Dilma Rousseff, até assumir as pastas de Desenvolvimento Rural e da Educação da Bahia. Tornou-se governador em 2022, na primeira disputa eleitoral da qual participou.

## Origens, formação e carreira acadêmica
Um dos nove filhos da costureira Maria Cerqueira e do agricultor familiar Zeferino Rodrigues, Jerônimo Rodrigues nasceu em 3 de abril de 1965 no povoado de Palmeirinha, na cidade baiana de Aiquara. Na infância, morou em uma comunidade rural próxima ao rio de Contas, e aos nove anos mudou-se para Jequié, município banhado pelo rio, para iniciar os estudos em uma escola pública e morar com suas cinco irmãs — uma delas é Marta Rodrigues, que também é professora e vereadora de Salvador.
Após concluir o ensino médio, Jerônimo prestou na capital Salvador um vestibular para Engenharia Agronômica na Universidade Federal da Bahia (UFBA), tendo cursado a partir de 1987 no campus de Cruz das Almas; lá conheceu sua esposa, a também engenheira agrônoma e professora da Universidade Federal do Recôncavo Baiano Tatiana Velloso, com quem teve o filho João Gabriel. Formado em 1991, foi aprovado em um concurso público para professor efetivo na Universidade Estadual de Feira de Santana, onde lecionou diversas disciplinas e posteriormente tornou-se vice-diretor do Departamento de Ciências Sociais Aplicadas da instituição. Ao iniciar o mestrado em Ciências Agrônomas pela UFBA, retornou a Aiquara para dar aulas no Colégio Municipal Américo Souto e assumir a Secretaria Municipal de Agricultura na gestão do prefeito Moacyr Viana Júnior.

## Carreira política
Enquanto era universitário, Jerônimo filiou-se, na década de 1990, ao Partido dos Trabalhadores (PT), passando a atuar em movimentos estudantis e sociais. Em 2006, participou ativamente como militante da campanha do companheiro de partido Jaques Wagner a governador da Bahia, que foi eleito. Jerônimo foi convidado no primeiro ano de sua gestão para integrar a equipe da Secretaria de Ciência, Tecnologia e Inovação da Bahia, e em 2010, ingressou na Secretaria de Planejamento do estado. Com trabalho bem avaliado pelo governador, Jerônimo foi indicado por ele ao gabinete ministerial da presidente Dilma Rousseff, exercendo de 2011 a 2012 os cargos de secretário executivo adjunto e assessor especial do Ministério do Desenvolvimento Agrário, secretário nacional do Desenvolvimento Territorial, secretário executivo do Programa Pró Territórios - Cumbre Ibero-Americana e do Conselho Nacional de Desenvolvimento Rural Sustentável (CONDRAF).
Em 2015, Jerônimo ajudou na implantação e assumiu, na gestão de Rui Costa como governador da Bahia, a Secretaria de Desenvolvimento Rural. Coordenador da campanha de reeleição de Rui em 2018, foi nomeado em 2019 secretário da Educação. Sua administração foi voltada à criação de milhares de vagas em cursos profissionalizantes através do programa Educar para Trabalhar, e na pandemia de COVID-19 implementou o Bolsa-Presença, que ofereceu auxílio mensal para famílias de estudantes da rede estadual de ensino, e o Mais Futuro, para manter jovens na universidade com apoio financeiro, além do vale-alimentação estudantil e do Mais Estudo. No primeiro ano da gestão educacional, recebeu a Comenda 2 de Julho, a mais alta honraria concedida pela Assembleia Legislativa da Bahia, e o Título de Cidadão de Salvador, da Câmara Municipal de Salvador.
Em 2022, Jerônimo candidatou-se a governador da Bahia representando a coligação Pela Bahia, Pelo Brasil com o então presidente da Câmara Municipal de Salvador Geraldo Júnior, do MDB, como vice. Ele terminou o primeiro turno com 4 019 830 votos, equivalente a 49,45% do total de válidos, disputando o segundo turno com ACM Neto. Jerônimo venceu a eleição com 4 480 464 votos, ou 52,75% dos válidos, tornando-se o primeiro governador autodeclarado indígena do Brasil.

## Desempenho eleitoral
| Ano  | Eleição           | Cargo      | Partido | Partido | Coligação                                                   | Vice              | Votos para Jerônimo | Votos para Jerônimo | Votos para Jerônimo | Votos para Jerônimo | Resultado     |
| Ano  | Eleição           | Cargo      | Partido | Partido | Coligação                                                   | Vice              | T.                  | Total               | %                   | P.                  | Resultado     |
| ---- | ----------------- | ---------- | ------- | ------- | ----------------------------------------------------------- | ----------------- | ------------------- | ------------------- | ------------------- | ------------------- | ------------- |
| 2022 | Estadual da Bahia | Governador |         | PT      | Pela Bahia, Pelo Brasil (FE Brasil, PSD, PSB, Avante e MDB) | Geraldo Jr. (MDB) | 1°                  | 4.019.830           | 49,45%              | 1°                  | Segundo Turno |
| 2022 | Estadual da Bahia | Governador | 2°      | PT      | Pela Bahia, Pelo Brasil (FE Brasil, PSD, PSB, Avante e MDB) | Geraldo Jr. (MDB) | 4.480.464           | 52,79%              | 1°                  | Eleito              |               |

## Controvérsias
Durante sua gestão como governador, vem estando envolvido em diversas controvérsias no que tange sua atuação como gestor público, incluindo ocasiões onde proferiu discursos de caráter populista, vitimista além de ocasiões em que o mesmo incitou a prática de crimes além de controvérsias envolvendo práticas de omissão em relação à deveres relacionados à seu governo, que geraram óbitos.